# بيتر يانسون
بيتر يانسون (بالألمانية: Peter Janssens)‏ هو ملحن ألماني، ولد في 17 يونيو 1934 في تلغته في ألمانيا، وتوفي بنفس المكان في 24 ديسمبر 1998.

## وصلات خارجية
- بيتر يانسون على موقع IMDb (الإنجليزية)
- بيتر يانسون على موقع ميوزك برينز (الإنجليزية)
- بيتر يانسون على موقع ديسكوغز (الإنجليزية)